# Geraldo de Proença Sigaud
Dom Geraldo de Proença Sigaud S.V.D. (Belo Horizonte, 26 de setembro de 1909 – 5 de setembro de 1999) foi um religioso verbita e bispo católico. Arcebispo Emérito da Arquidiocese de Diamantina, em Minas Gerais.
Dom Geraldo foi ordenado padre no dia 12 de março de 1932, em Roma. Recebeu a ordenação episcopal no dia 1º de maio de 1947, em São Paulo, das mãos de Dom Carlo Chiarlo, Dom José Maurício da Rocha e Dom Manuel da Silveira d'Elboux.

## Atividades durante o episcopado
Foi Bispo da Diocese de Jacarezinho (1947-1961) e Arcebispo Metropolitano da Arquidiocese de Diamantina (1961-1980). Dom Geraldo foi Professor Catedrático de Direito Escolar, Filosofia da Educação, História da Educação na Faculdade Sedis Sapientiae da Universidade Católica de São Paulo; e de História da Filosofia na Faculdade de Filosofia em Jacarezinho. Preocupado com a influência das idéias comunistas no Brasil escreveu uma carta pastoral sobre o Comunismo e o "Catecismo Anticomunista". Em colaboração com Dom Antônio de Castro Mayer e com o prof. Plinio Corrêa de Oliveira, além do economista Luíz Mendonça de Freitas, escreveu o livro "Reforma Agrária, Questão de Consciência" que alertava para o perigo de uma reforma das estruturas sociais, rumo ao comunismo.[carece de fontes?]
Dom Sigaud durante décadas esteve ao lado de Plinio Corrêa de Oliveira. Seu apoio ao livro "Em Defesa da Ação Católica" (1943) de Plinio, que foi elogiado pelo Papa Pio XII, rendeu a ele e o Pe.Mayer, os dois mais ligados ao chamado "Grupo do Plinio", a sagração episcopal. Passou então, a atuar em favor da Sociedade Brasileira de Defesa da Tradição, Família e Propriedade (TFP), fundada em 1960 por Plinio. Assim, na década de sessenta, no Brasil, Dom Sigaud fez críticas severas ao chamado clero progressista, entrando em confronto muitas vezes com Dom Hélder Câmara. Desligou-se da TFP na final da década de 60. O próprio Arcebispo de Diamantina, em 2 de Outubro de 1970, anunciou oficialmente, saindo de uma audiência com o presidente da República Emilio Garrastazu Medici, que a TFP se tinha distanciado dele por causa do seu apoio à reforma agrária promovida pelo governo e à reforma litúrgica de Paulo VI.
Era irmão mais novo do artista plástico Eugênio de Proença Sigaud. Este, apesar de se auto denominar como ateu, projeta e decora a Catedral Metropolitana de Jacarezinho, no Paraná com motivos bíblicos, entre 1954 e 1957; a convite de seu irmão, o bispo Dom Geraldo de Proença Sigaud, então titular daquela diocese; nesse trabalho Eugênio acabou por provocar reação popular por ter retratado figuras bíblicas com traços de habitantes locais.
Sua Excelência renunciou ao munus episcopal no dia 10 de setembro de 1980.[carece de fontes?]

## Ordenações episcopais
Dom Geraldo de Proença Sigaud foi concelebrante da ordenação episcopal de:
- Dom Antônio de Castro Mayer
- Dom Inácio João Dal Monte, O.F.M.Cap.
- Dom Pedro Filipak
- Dom Silvestre Luís Scandián, S.V.D.
- Dom Geraldo do Espírito Santo Ávila
- Dom Armando Cirio